# Mūn
Mūn è il secondo album in studio della rapper svizzera Chilla, pubblicato il 5 luglio 2019 su etichetta discografica Suther Kane, facente parte del gruppo della Capitol Records.

## Tracce
1. 1er jour d'école – 3:21
2. Bridget – 3:14
3. Plus la même – 2:50
4. Cœur sombre – 4:32
5. Aimer – 4:09
6. Dans le movie #1 – 2:45
7. Mira – 3:19
8. La nuit – 3:55
9. Ollie (feat. Kalash) – 3:59
10. Tic tac – 3:25
11. Oulala – 2:50
12. Ego (feat. Gros Mo) – 3:41
13. Pour la vie – 3:00
14. Solo – 3:46
15. Jungle – 2:32
16. Dis-leur – 2:39
17. Am stram gram – 2:19

## Classifiche
| Classifica (2019) | Posizione massima |
| ----------------- | ----------------- |
| Belgio (Vallonia) | 39                |
| Francia           | 31                |
| Svizzera          | 83                |